# Yosef de la Reina
Yosef de la Reina o della Reina (presumiblemente 1418-1472) es una figura del folclore judío sefardí del siglo XV. Según la leyenda, fue un sabio cabalista que trató de redimir al pueblo judío apresurando la venida del mesías mediante un ritual mágico y cayó en la tentación de la magia negra en el proceso. Su historia fue recogida por los escritores Shmuel Yosef Agnón y Isaac Bashevis Singer, así como en un poema vienés de Meir Weiners en 1919. Su historia constituye una advertencia de los peligros de la hechicería.

## Leyenda
La primera versión de la leyenda se recoge en 1518 de la mano de Abraham ben Eliezer ha-Levi en el texto Iggeret Sod ha-Ge'ullah, pero su versión más elaborada no se publica hasta dos siglos más tarde, expandida por el escritor judeoespañol Shlomo Navarro en Italia con elementos que recuerdan al folclore faustiano. Navarro afirmaba que la narración provenía de un testimonio escrito por un discípulo de Yosef que había encontrado en Safed.
Según la historia, Yosef es un hombre santo y docto en la cábala hebrea, español en unas versiones y palestino en otras. Obsesionado con acelerar la llegada de la era mesiánica para salvar al pueblo judío, él y cinco discípulos invocan mediante rituales al profeta Elías, a Simón bar Yojai y a los arcángeles Sandalfón, Metatrón y Acatriel, a fin de que les guíen. Aunque no sin advertirles sobre la temeridad de su intento, estas figuras los instruyen sobre cómo invocar y esclavizar a su vez a las fuerzas del mal, encabezadas por Satán (identificado con Samael o Asmodeo) y su esposa Lilith, que causan con sus poderes el infortunio hebreo. Yosef y los discípulos tienen éxito en la peligrosa tarea y logran encadenar a Samael por medio de un tetragrámmaton de plomo, y tras ello se encaminan al monte Seir para entregarlos al juicio de Dios. Sin embargo, olvidando la sagrada regla de no darle al demonio nada que pida, el sabio comete el error de dejarle oler incienso, lo que equivale a rendirle adoración. Revigorizado, el demonio asesina a dos discípulos, enloquece a otros dos y hace huir a Yosef, quien logra por poco alcanzar el refugio de la ciudad de Sidón.
Mientras Yosef desespera en Sidón por la magnitud de su fracaso, el demonio se le aparece y se aprovecha de su crisis de fe para corromperle. El sabio se convierte en hechicero maligno y traba comercio carnal con Lilith, a la que le vende el alma a cambio de poder. Disfrutando de nuevas facultades y libre de las ataduras de la moral, Yosef envía espíritus obedientes a raptar a la reina de Grecia cada noche y traerla a su propia habitación, donde la seduce haciendo pasar tales experiencias por meros sueños. Sin embargo, el rey acaba por conocerlo y convoca a sus propios hechiceros, que capturan a los espíritus de Yosef y los interrogan para descubrir la identidad de su dueño. El rey envía mensajeros para prender a Yosef, pero éste, que se entera primero por boca de los demonios retornados y recobra la razón, opta por suicidarse arrojándose al mar. Su quinto discípulo, el presunto narrador de la historia, muere poco después en su lecho, atormentado por malos espíritus hasta el fin. Según un testimonio posterior, el rabino Isaac Luria descubre más tarde a Yosef reencarnado (gilgul) en un perro negro como castigo por su impiedad.